# Emerson, Lake & Palmer
Emerson, Lake & Palmer, noti anche con la sigla ELP, sono stati un gruppo musicale britannico di rock progressivo nato nel 1970 per iniziativa di Keith Emerson (pianoforte, organo e sintetizzatori), Greg Lake (basso, chitarre e voce) e Carl Palmer (batteria e percussioni). Essendo tutti e tre i componenti già noti in precedenti formazioni, il trio fu spesso definito dalla stampa un supergruppo (come già accaduto ad esempio per Cream o Blind Faith) ma rifiutò sempre tale appellativo.
Keith Emerson nel 1967 aveva fondato The Nice, il cui stile fondeva musica classica, jazz e rock: con tre album pubblicati assieme a loro tra il 1968 e il 1969, Emerson si era già guadagnato una certa notorietà per il suo virtuosismo e per la spettacolarità delle sue esibizioni dal vivo. Altri due album da lui registrati con The Nice nel 1969 furono pubblicati rispettivamente nel 1970 e nel 1971, cioè entrambi dopo lo scioglimento di quel gruppo e la nascita di Emerson, Lake & Palmer.
Greg Lake era stato uno dei membri fondatori dei King Crimson, il cui album di debutto In the Court of the Crimson King (1969), con lui alla voce e al basso, è spesso indicato come uno dei punti di partenza di tutto il rock progressivo degli anni settanta. Pur avendo lasciato i King Crimson a fine 1969, Lake partecipò nella sola veste di cantante anche al loro secondo album In the Wake of Poseidon, pubblicato nel maggio 1970.
Carl Palmer, il più giovane dei tre, nel 1966 a soli 16 anni era divenuto batterista di Chris Farlowe, nel 1968 aveva sostituito Drachen Theaker in The Crazy World of Arthur Brown e, scioltisi questi ultimi, nel 1969 aveva fondato assieme al loro tastierista Vincent Crane e al cantante Nick Graham il trio hard rock degli Atomic Rooster, con cui aveva inciso il primo album e tenuto concerti sino all'incontro con Emerson e Lake nel giugno 1970.
Il trio fu attivo fino al 1978, si riunì più volte tra il 1991 e il 1998 e celebrò il proprio quarantennale con un singolo concerto il 25 luglio 2010. Fu uno dei gruppi di rock progressivo di maggior successo commerciale durante gli anni settanta, con nove album certificati disco d'oro negli Stati Uniti d'America e una stima di oltre 35 milioni di dischi venduti in tutto il mondo.

## Storia del gruppo

### 1969-1970: dalla nascita del gruppo al debutto discografico

#### L'incontro tra Emerson e Lake
Il 12 dicembre 1969 The Nice e King Crimson condivisero il palcoscenico del Fillmore West di Bill Graham, a San Francisco. Già da qualche mese Emerson aveva in mente un ambiente musicale diverso da The Nice, in cui sviluppare meglio le proprie idee; si era messo perciò segretamente in cerca di un bassista/cantante più versatile di Lee Jackson e a tale scopo aveva già interpellato invano Chris Squire degli Yes e Jack Bruce. Subito dopo il concerto al Fillmore West il tastierista, tramite il proprio manager Tony Stratton-Smith, si incontrò con Lake nel bar dell'albergo e gli offrì il ruolo nel suo futuro progetto. I King Crimson, per coincidenza, avevano concluso quella sera la loro prima tournée negli Stati Uniti e sia Ian McDonald che Mike Giles, come preannunciato pochi giorni prima, avevano lasciato il gruppo: Lake in un primo momento aveva proposto al chitarrista Robert Fripp di proseguire assieme ma, essendo contrario all'idea di Fripp di mantenere il nome King Crimson, alla fine accettò l'offerta di Emerson. All'inizio del 1970 i due onorarono gli ultimi impegni con i rispettivi gruppi: Lake cantò come turnista sul secondo album dei King Crimson e apparve per l'ultima volta con loro al programma televisivo della BBC Top of the Pops il 25 marzo, mimando in playback il singolo Cat Food; Emerson concluse l'ultima tournée con The Nice al Peace Festival di Berlino il 30 marzo. Subito dopo, i due si misero alla ricerca di un batterista.

#### L'arrivo di Carl Palmer
Il primo contatto, per iniziativa di Lake, fu con Mitch Mitchell, ex batterista della Jimi Hendrix Experience scioltasi nel giugno 1969: questi si disse disponibile, peraltro ipotizzando il coinvolgimento dello stesso Jimi Hendrix poiché nel frattempo anche il gruppo con cui il chitarrista di Seattle aveva debuttato a dicembre 1969, Band of Gypsys, si era già sciolto. Tuttavia, Lake in seguito raccontò che l'idea di affiancare due virtuosi del calibro di Emerson e Hendrix gli parve fin da subito eccessiva e che inoltre Mitchell si era presentato a casa sua assieme al proprio road manager il quale, senza apparente motivo, a un tratto aveva posato sul tavolo una pistola che egli con un certo imbarazzo gli aveva subito chiesto di mettere via: l'episodio l'aveva indotto alla prudenza e a tentare nel frattempo altre strade.
Due giorni dopo il bassista, sempre stando al suo racconto, fu contattato da Robert Stigwood (già manager di Cream e Bee Gees) che gli raccomandò Carl Palmer. Secondo la versione di Emerson e Palmer, invece, l'intermediario cruciale fu di nuovo Stratton-Smith il quale aveva contatti anche con Atomic Rooster, il cui primo album era uscito per la B&C Records affiliata alla Charisma Records da lui fondata. Emerson in particolare affermò di aver interpellato "Strat", dopo una serie di audizioni infruttuose, come ultima risorsa in patria prima di rivolgere la sua ricerca negli Stati Uniti.
Emerson e Lake dovettero insistere per convincere il batterista a lasciare Atomic Rooster – nati da poco ma già con un album all'attivo e un discreto seguito – in favore di un progetto ancora privo di un proprio repertorio. Tuttavia, i tre furono concordi nel riportare che l'intesa musicale fra loro fu immediata, fin dalla prima prova. Quanto all'impiego di altri musicisti, la preferenza di Emerson e Palmer per la formula del trio, già collaudata nei rispettivi gruppi di provenienza, incontrò il favore anche di Lake e la formazione definitiva cominciò a provare regolarmente dal giugno 1970. Una voce circolata per decenni e forse derivata dall'incontro con Mitch Mitchell, secondo la quale i tre avrebbero tenuto una jam con Jimi Hendrix pochi mesi prima che quest'ultimo morisse (si parlò come loro possibile nome dell'acronimo HELP, dalle iniziali dei loro cognomi) fu invece smentita da Greg Lake nel 2012.
La scelta di presentarsi semplicemente con i cognomi in ordine alfabetico derivò dal timore iniziale che la stampa guardasse al gruppo come una nuova versione di The Nice – dato che l'ex gruppo di Emerson all'epoca era il più noto fra i tre – e dalla conseguente esigenza di darsi un'immagine più paritaria a partire dal nome, alla maniera di Crosby, Stills, Nash & Young.

#### L'isola di Wight
I tre debuttarono il 23 agosto 1970 alla Guildhall di Plymouth, teatro municipale di circa 800 posti in una città di provincia, scelto strategicamente per un primo test dello spettacolo dal vivo. La loro seconda apparizione pubblica in assoluto, appena sei giorni dopo, ebbe luogo alla terza edizione del festival dell'Isola di Wight, evento che vedeva in cartellone nomi come Miles Davis, Jimi Hendrix, The Who, Joni Mitchell, The Doors e Jethro Tull e che raggiunse il primato assoluto di affluenza di pubblico per l'epoca, stimata attorno alle 600.000 persone. La partecipazione fruttò al trio un'immediata visibilità su scala internazionale e un notevole interesse da parte della stampa, ancor prima che i tre firmassero un contratto discografico.
L'esibizione fu parzialmente documentata nel film Message to Love: The Isle of Wight Festival e integralmente registrata: oltre al lungo brano Take a Pebble e a una trascrizione dell'Allegro Barbaro di Béla Bartók, la scaletta comprendeva la rilettura in chiave rock di alcuni brani dell'opera Quadri di un'esposizione di Musorgskij, della durata di circa mezz'ora, più un finale con il rock and roll Nutrocker di Kim Fowley e il brano Rondo ripescato dal repertorio di The Nice. Su quest'ultimo, Emerson rispolverò il numero di scena che l'aveva reso celebre col suo gruppo precedente: la "brutalizzazione" del suo organo Hammond; il tastierista lo trascinava per il palcoscenico, lo ribaltava stendendovisi sotto e suonandolo alla rovescia e conficcava coltelli fra i tasti per tenerli abbassati. Palmer, durante il suo assolo, si sfilò la maglietta mentre teneva il ritmo con il piede sulla grancassa: il gesto, nato spontaneamente dal caldo torrido di quella sera, venne accolto dall'ovazione del pubblico e il batterista pensò quindi di farne un numero fisso nei concerti; sul palco vi erano anche due vecchi cannoni caricati a salve, che lo stesso Emerson pochi giorni prima aveva collaudato in un campo vicino all'aeroporto di Heathrow e che il trio fece sparare al termine dell'esibizione; il ricorso a tali elementi spettacolari vistosi, unito a una generale tendenza alla grandiosità, rimase una costante del gruppo, lungo tutta la carriera.

#### L'album di debutto

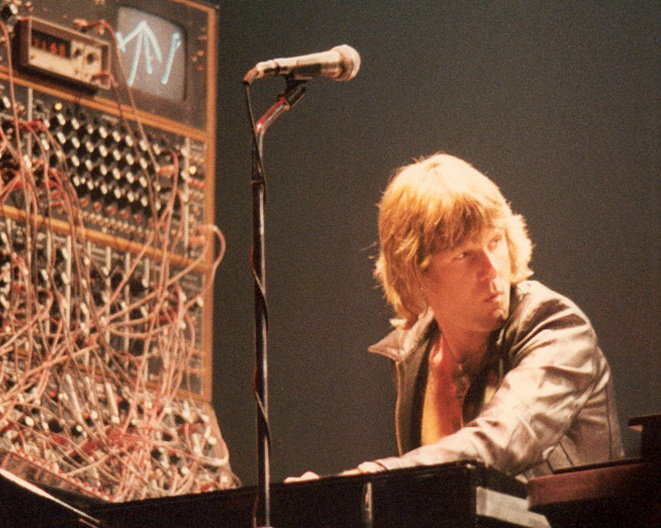
Emerson in concerto con il Moog

Subito dopo, i tre firmarono con la Island per il mercato discografico britannico e, per gli Stati Uniti, con l'affiliata Cotillion Records, di proprietà della Atlantic Records. A settembre registrarono il loro primo album presso gli Advision Studios di Londra: Greg Lake con l'occasione assunse il ruolo di produttore che avrebbe ricoperto su tutti i dischi del gruppo sino al 1974 e, in parte, anche nei successivi fino al 1977.
L'album, intitolato semplicemente Emerson, Lake & Palmer, fu pubblicato il 20 novembre 1970. L'opera, accolta generalmente bene dalla critica, portò avanti il discorso iniziato da Emerson con The Nice, unendo rock, jazz e citazioni dalla musica classica. Accanto al materiale originale, all'epoca ancora insufficiente a completare un album, il trio vi inserì interpretazioni in chiave rock di brani di Bartók, Janáček e Bach (The Barbarian, Knife Edge); anche dopo aver consolidato il proprio repertorio, comunque, il gruppo avrebbe mantenuto l'abitudine di includere almeno un brano classico rielaborato su ogni disco.
L'album arrivò al quarto posto delle classifiche britanniche e rimase nelle prime 100 posizioni per 28 settimane, negli Stati Uniti d'America arrivò diciottesimo nella Billboard 200. Il singolo Lucky Man, pubblicato solo oltreoceano, arrivò al 48º posto nella Billboard Hot 100 e divenne uno dei brani più celebri del trio.
Su Lucky Man e sul brano strumentale Tank, Emerson per la prima volta utilizzò in studio il sintetizzatore modulare Moog IIIc, da lui scoperto grazie al polistrumentista Mike Vickers che glielo aveva prestato per un concerto di The Nice alla Royal Festival Hall di Londra, il 7 febbraio 1970. Fu durante le registrazioni del disco che Emerson acquistò il proprio esemplare del sintetizzatore, il quale entrò poi stabilmente a far parte anche della sua strumentazione sul palco: novità in ambito rock per tale strumento, fino ad allora ritenuto poco indicato all'uso in tournée per le dimensioni e per l'instabilità dell'intonazione, sensibile agli sbalzi di tensione.

### 1971-1974: apice della carriera

#### Tarkus

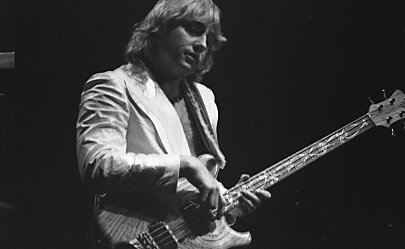
Greg Lake

Nel gennaio 1971, appena due mesi dopo l'uscita dell'album di debutto, il trio entrò in studio per registrarne un secondo. Tarkus, occupato per metà dall'omonima suite scritta da Emerson con l'aiuto di Lake ai testi, fu completato dal gruppo in soli sei giorni ma rischiò di non vedere mai la luce a causa di divergenze musicali fra frontman e tastierista. Questi aveva infatti presentato al gruppo il primo abbozzo di un brano basato su un metro di 10/8, che sarebbe poi divenuto la sezione Eruption della suite, e Lake l'aveva bocciato perché a suo giudizio musicalmente troppo denso e privo di melodia. L'ostinazione del cantante contro il materiale proposto da Emerson e la fermezza del tastierista nel non volervi rinunciare rischiarono di minare il futuro stesso del gruppo. Oltre ovviamente al parere di Palmer, favorevole al brano, decisiva fu la mediazione del management che persuase Lake a fare almeno un tentativo, non fosse altro perché egli non aveva materiale da offrire in alternativa e lo studio di registrazione era già prenotato, quindi avrebbero comunque dovuto pagarlo. Emerson in seguito ebbe modo di sottolineare come questa sua vittoria personale fosse stata cruciale nel definire la direzione musicale che i tre, almeno fino al 1974, avrebbero seguito senza ulteriori grossi conflitti interni.
Tarkus uscì il 16 giugno 1971 e superò le vendite del disco precedente, balzando dopo una sola settimana direttamente al primo posto in classifica, traguardo mai più eguagliato dai successivi lavori del trio. L'album, agli occhi della critica, costituì anche una conferma delle abilità compositive del gruppo in quanto dedicava molto meno spazio del precedente alla rivisitazione di opere classiche, unica eccezione il brano The Only Way (Hymn) contenente due citazioni da Bach.

#### Pictures at an Exhibition
Il 26 marzo 1971 il gruppo si era esibito alla City Hall di Newcastle: dalla seconda parte del concerto venne tratto l'album dal vivo Pictures at an Exhibition, che tuttavia andò alle stampe solo in novembre, per la priorità data a Tarkus. Pictures, come già detto, è la rilettura in chiave rock di alcuni brani dall'omonima suite a tema per pianoforte di Modest Petrovič Musorgskij. Il trio alternava le partiture del compositore russo, fortemente adattate, a composizioni originali in forma di variazioni sui temi, amalgamando il tutto grazie a un sound già consolidato e inconfondibile. L'aggiunta di testi, anche sulle sezioni scritte da Musorgskij, accentuava il carattere di "appropriazione" dell'opera classica da parte della band.
La Atlantic Records in un primo momento oppose resistenza alla pubblicazione di quest'album negli Stati Uniti, ritenendolo poco commerciale per la sua natura di rivisitazione classica, e propose al gruppo di dirottarne l'uscita sulla sottoetichetta Nonesuch, ma i tre rifiutarono temendo di pregiudicarne la visibilità. Fu solo dopo aver ricevuto ordini per circa 250 000 copie d'importazione dall'Europa che la casa discografica si convinse a pubblicarlo ufficialmente sul mercato statunitense, nel gennaio 1972. Le vendite oltreoceano ricevettero un'ulteriore spinta dopo che il disc jockey Scott Muni della radio WNEW-FM trasmise l'intero album dall'inizio alla fine, smentendo così anche precedenti riserve della Atlantic sulle potenzialità radiofoniche di un'opera così lunga e concepita per essere eseguita integralmente senza soluzioni di continuità.

#### Trilogye la Manticore Records
Nel frattempo, ad ottobre del 1971, il gruppo aveva iniziato a preparare il terzo album in studio: Trilogy vide la luce a luglio del 1972 e raggiunse la seconda posizione nelle classifiche del Regno Unito e la quinta negli Stati Uniti. Vi trovarono posto almeno due "classici" del trio: il brano Hoedown, tratto dal balletto Rodeo di Aaron Copland, e la ballata From the Beginning di Lake nella quale, come già in Lucky Man sul primo album, il bassista/cantante si occupò di tutte le parti strumentali a eccezione delle conga suonate da Palmer e del solo di Emerson al Moog in chiusura.
Due tour mondiali impegnarono il gruppo tra Europa, Stati Uniti e Giappone dal marzo 1972 al giugno 1973. Nello stesso periodo i tre acquistarono un ex cinema al 392 di North End Road, a Fulham (Londra), trasformandolo nella loro sala prove, e fondarono la loro etichetta discografica chiamata Manticore dall'omonima creatura mitologica raccontata in Tarkus. In circa quattro anni di effettiva attività, oltre a diversi album e 45 giri sia del trio che dei singoli membri come solisti, la Manticore avrebbe pubblicato fra l'altro l'unico disco solista di Peter Sinfield, Still (1973) e alcuni album dei gruppi italiani PFM e Banco. Nelle pause dei due tour, il gruppo incominciò a comporre il materiale per il quarto album in studio. Questa fase fu anche oggetto di un documentario di circa un'ora, diretto da Nick Hague e prodotto dalla Manticore, il quale seguiva i tre in tour, sul palco e dietro le quinte, nonché durante la composizione del nuovo disco a Londra. Lo speciale, trasmesso dalla BBC il 26 dicembre 1973 all'interno del programma musicale The Old Grey Whistle Test, immortalava fra l'altro le proporzioni assunte all'epoca dallo spettacolo del trio: la sequenza iniziale, ad esempio, era una ripresa aerea dei tre giganteschi autotreni contenenti l'attrezzatura per i concerti, sul cui tetto campeggiavano i cognomi dei tre – uno per ogni automezzo – a caratteri cubitali visibili anche da grande altezza. Nel 2002, il film fu incluso in un DVD con il titolo: The Manticore Special.

#### Brain Salad Surgery
Nel dicembre 1973 uscì Brain Salad Surgery, prima pubblicazione per la Manticore e probabilmente anche l'opera del gruppo più complessa fino ad allora; l'album arrivò al secondo posto in classifica nel Regno Unito e all'undicesimo nella Billboard 200 statunitense. Oltre a due canzoni originali e due nuove trascrizioni rock – l'inno liturgico Jerusalem e il brano Toccata, adattamento dell'omonimo 4° movimento del Concerto N°1 per pianoforte e orchestra di Alberto Ginastera – l'album contiene una lunga suite di quasi mezz'ora composta da Emerson intitolata Karn Evil 9 e suddivisa in tre "impressioni", l'ultima delle quali inaugurò la collaborazione ai testi di Peter Sinfield, già cofondatore dei King Crimson assieme a Lake. Sinfield firmò anche il testo di Benny the Bouncer, breve canzone umoristica che musicalmente confermava la passione di Emerson per lo stile pianitstico honky tonk, da lui già omaggiato sugli album Tarkus (Jeremy Bender) e Trilogy (The Sheriff ). La copertina dell'album fu disegnata dall'illustratore svizzero Hans R. Giger, il quale realizzò anche il logo che la band avrebbe utilizzato da allora in avanti.

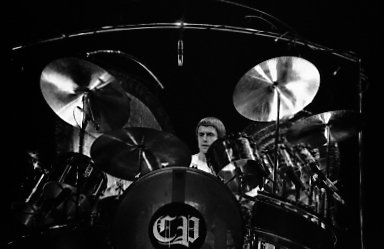
Carl Palmer

Il tour di Brain Salad Surgery, partito a novembre 1973 e protrattosi a più riprese fra Europa e Stati Uniti d'America fino ad agosto del 1974, aveva dimensioni mastodontiche per l'epoca: 25 tecnici, 40 tonnellate di attrezzatura e suono quadrifonico con 32 altoparlanti. Il gruppo viaggiava con al seguito il proprio palcoscenico, dotato di uno schermo circolare sospeso, largo 47 metri, per la proiezione di diapositive. Emerson, oltre al consueto Moog modulare e al primo prototipo di sintetizzatore polifonico, il Moog Apollo, schierava sul palco due organi Hammond, un Clavinet, un Minimoog, un pianoforte a coda lunga Steinway, un piano verticale amplificato (per i soli brani honky tonk) e un terzo pianoforte a coda più piccolo appositamente attrezzato per sollevarsi a mezz'aria e ribaltarsi assieme a lui, idea tuttavia effettivamente realizzata solo in pochi concerti – come quello del California Jam a Ontario del 6 aprile 1974 – perché rivelatasi troppo pericolosa per il tastierista. Palmer commissionò alla British Steel una batteria costruita interamente in acciaio inox, con disegni intarsiati sui tamburi, in seguito montata su una pedana girevole mossa elettricamente; lo strumento, del peso di due tonnellate e mezzo, comprendeva il Moog 1130 Percussion Controller, uno dei primi esempi di interfacciamento fra percussioni e sintetizzatore che il batterista utilizzava durante il brano Toccata e anche due gong, due timpani sinfonici e una grossa campana da chiesa sospesa sopra la testa di Palmer, il quale all'occorrenza la suonava con una corda tenuta fra i denti. Lake infine, per prevenire scosse elettriche subite sul palco in passato, teneva disteso sotto i suoi piedi un grande tappeto persiano, pagato all'epoca 6.000 dollari.

#### Welcome Back My Friends...
In giugno, con la band ancora in tournée, venne pubblicato un triplo album dal vivo, imponente anche nel titolo: Welcome Back, My Friends, to the Show That Never Ends - Ladies and Gentlemen Emerson, Lake & Palmer, registrato al Convention Center di Anaheim, California il 10 febbraio 1974. La mole della pubblicazione consentì di inserirvi, fra l'altro, l'esecuzione integrale delle due suite Tarkus e Karn Evil 9 (quest'ultima occupa da sola tutto il terzo disco) entrambe ampliate con variazioni o improvvisazioni. Con il quarto posto nella Billboard 200 raggiunto il 26 ottobre 1974, l'album fu il più venduto negli Stati Uniti in tutta la carriera del trio.
Dopo quattro anni di attività frenetica e quasi ininterrotta fra registrazioni in studio e tournée, il gruppo concluse la sua prima fase creativa con un'ulteriore tournée del Nordamerica, che terminò allo stadio Spectrum di Filadelfia il 21 agosto; tre giorni dopo i tre parteciparono a un concerto di beneficenza organizzato a New York dal disc jockey Scott Muni: fu questa la loro ultima apparizione dal vivo per un arco di tempo di circa due anni e mezzo, che coincise con un equivalente periodo di silenzio discografico.

### 1975-1978: dalla fase orchestrale allo scioglimento
Tra la fine del 1974 e il 1976 i tre si dedicarono a progetti individuali.
Keith Emerson terminò la composizione del Piano Concerto Nº 1, la sua prima opera interamente per pianoforte e orchestra, che registrò con la London Philharmonic Orchestra diretta da John Mayer. Con parte dell'ensemble londinese il tastierista incise anche una versione riarrangiata del ragtime Maple Leaf Rag di Scott Joplin e nel 1976 pubblicò un 45 giri con la sua interpretazione di Honky Tonk Train Blues di Meade "Lux" Lewis e, sul lato B, un brano nello stesso stile ma di sua composizione: Barrelhouse Shake-Down. L’impiego dell'orchestra, alla quale Emerson non ritornava dai tempi di Five Bridges di The Nice (1969), era motivato fra l’altro dal desiderio del tastierista di essere finalmente riconosciuto come compositore tout court e non già solo come strumentista e autore di musica rock. Tale corso era destinato a influenzare anche la direzione artistica del trio: nello stesso periodo, infatti, anche gli altri due incominciarono a coinvolgere orchestre nei loro lavori.
Greg Lake scrisse, con l'aiuto di Pete Sinfield ai testi, alcune canzoni che poi vennero orchestrate da Tony Harris e Godfrey Salmon; una di esse, I Believe in Father Christmas, fu pubblicata come singolo nel 1975 e raggiunse il secondo posto nelle classifiche britanniche, superata soltanto da Bohemian Rhapsody dei Queen.
Carl Palmer collaborò occasionalmente con vari musicisti, fra i quali il pianista e compositore jazz Harry South, il chitarrista Joe Walsh degli Eagles e lo stesso Keith Emerson per registrare alcuni brani strumentali inediti, due rivisitazioni classiche rispettivamente di Bach e Prokof'ev, una rilettura per batteria e orchestra del brano Tank dal primo album del trio e infine un concerto per batteria, percussioni e orchestra, scritto in questo periodo assieme al pianista e arrangiatore austriaco Joseph Horovitz, ma pubblicato solo nel 2001.

#### Works Volume 1 e Volume 2
I tre, alla fine del 1976, accantonarono l'idea iniziale di destinare i suddetti lavori a rispettivi album solisti, anche alla luce dello scarso successo di un'analoga operazione tentata lo stesso anno dai singoli membri degli Yes. Parte del materiale confluì perciò nelle prime tre facciate, una per ciascun autore, di un nuovo doppio album a nome ELP. Per la quarta facciata i tre, presso i Mountain Studios di Montreux, registrarono assieme Fanfare for the Common Man, versione rock dell'omonimo brano di Aaron Copland, quindi agli studi Pathé Marconi di Parigi il mini-musical Pirates, scritto da Emerson con testi di Lake e Peter Sinfield ed eseguito assieme all'orchestra dell'Opéra national de Paris diretta da Godfrey Salmon.
Works Volume 1 uscì nel marzo 1977 e in patria rimase dieci settimane nelle prime 100 posizioni, spingendosi sino all'ottavo posto, mentre oltreoceano raggiunse la dodicesima posizione della Billboard 200. Nel Regno Unito, il 45 giri con una versione abbreviata di Fanfare for the Common Man, pubblicato a giugno, arrivò secondo in classifica, divenendo così il singolo più venduto nell'intera storia del gruppo. L'album segnò anche il ritorno del gruppo alla Atlantic Records, poiché nel frattempo la Manticore aveva di fatto già chiuso i battenti. Solo nel 2017 l'etichetta sarebbe tornata in attività per iniziativa degli eredi di Lake.
Il tour promozionale di Works Volume 1, partito in marzo e destinato soltanto al Nord America, in un primo momento vide al seguito del trio un'orchestra di sessanta elementi diretta da Godfrey Salmon, ma i tre furono costretti a rinunciarvi dopo appena una decina di concerti, a causa dei costi troppo alti. L'organico fu comunque recuperato occasionalmente in date successive, tra cui l'ultima del 26 agosto 1977 allo Stadio Olimpico di Montréal, in Canada, dove lo spettacolo nella sua forma completa fece in tempo ad essere immortalato in video e, in seguito, su disco. La data di Montréal segnò anche il record assoluto di affluenza di pubblico a un concerto del trio come unico gruppo in cartellone (cioè festival esclusi): circa 78.000 spettatori.
Il 10 dicembre 1977 la Atlantic pubblicò Works Volume 2, album singolo composto di dodici brani registrati tra il 1973 e il 1976 dal gruppo o dai singoli componenti e scartati da lavori precedenti, oppure già editi come i due 45 giri pubblicati da Emerson e Lake come solisti. Il fatto che il doppio LP anteriore a questo recasse in copertina la dicitura Volume 1 sin dalla prima edizione, fa dedurre che l'uscita di entrambi i "volumi" fosse stata già preventivata, seppure in due tempi, sin dall'inizio dell'anno. Anche per la sua natura di raccolta eterogenea, non del tutto dichiarata, Works Volume 2 segnò un netto calo nelle vendite rispetto al suo predecessore e a tutti gli altri album del gruppo fino ad allora.
In anni più recenti sia Lake che Palmer ebbero modo di dichiarare come l'intera fase orchestrale del 1976-77, oltre a causare al gruppo svantaggi logistici sia in studio che dal vivo e a portarlo economicamente sull'orlo della bancarotta, ne avesse anche snaturato l’essenza musicale, fino ad allora costituita dal sound ricco ma al contempo nitido e coeso che i tre erano in grado di produrre con le sole proprie forze e che l'impiego dell'orchestra rendeva invece più  confuso. Più in generale, tutti e tre a posteriori individuarono nel periodo in questione l'inizio della fine del gruppo, in quanto ciascuno stava perseguendo direzioni musicali differenti, i tre erano pressati dalla Atlantic perché le radio non passavano i loro brani e nel frattempo erano divenuti anche bersaglio di critiche sempre più aspre da parte della stampa musicale, che li paragonava ai dinosauri e li aveva eretti a emblema stesso della pomposità e dell'autoindulgenza che la nascente cultura punk contestava allora anche ad altri gruppi rock ampiamente affermati come Yes, Pink Floyd o Led Zeppelin.

#### Love Beache lo scioglimento
Subito dopo un ultimo tour del Nordamerica dall'ottobre 1977 al febbraio 1978 i tre musicisti, per le ragioni già esposte, erano concordi nel prendersi una pausa ma Ahmet Ertegün, capo della Atlantic, li convocò per far loro presente che da contratto dovevano ancora un album alla casa discografica, lasciando intendere che il rispetto di tale impegno era la condizione affinché potessero in seguito intraprendere le rispettive carriere soliste. I tre acconsentirono dunque controvoglia di riunirsi ai Compass Point Studios di Nassau, nelle Bahamas, dove nel frattempo avevano tutti preso residenza per motivi fiscali, allo scopo di comporre e incidere nuovo materiale che, sempre su pressione dell'Atlantic, avrebbe dovuto sposare le tendenze del mercato discografico di fine decennio: brani di breve durata, adatti ai passaggi radiofonici e di facile presa. Per i testi, il gruppo si avvalse nuovamente della collaborazione di Peter Sinfield.
L'album, intitolato Love Beach dal nome di una spiaggia vicina agli studi di registrazione, uscì il 18 novembre 1978 e fu accolto piuttosto timidamente dal pubblico e unanimemente stroncato dalla critica, nonché in seguito parzialmente rinnegato anche dagli stessi autori, se non per la qualità della musica in sé, almeno quanto alla scarsa chiarezza di intenti. Malgrado risultati di vendita per nulla paragonabili ai lavori precedenti, l'album divenne il loro nono disco d'oro consecutivo.
Se si eccettua un'apparizione televisiva al programma della BBC Top of the Pops, in cui il trio mimò in playback il singolo All I Want Is You, a Love Beach non seguì alcuna promozione dal vivo e i tre – com'era già loro intenzione da quasi un anno – sciolsero il gruppo che di fatto restò inattivo, senza un dichiarato proposito di riformarsi, per tredici anni. Nel novembre 1979 l'Atlantic pubblicò l'album dal vivo In Concert, tratto dalle tournée del 1977 e 1978, che costituisce l'ultima uscita a nome Emerson, Lake & Palmer negli anni settanta.

### Gli anni ottanta: Emerson, Lake & Powell e 3
Nel 1985 Emerson e Lake provarono a rilanciare la formula del trio senza Palmer, allora impegnato con il supergruppo Asia. Il posto del batterista venne preso da Cozy Powell e il gruppo mantenne così, seppur in modo fortuito, anche la collaudata sigla: «ELP». L'unico album della formazione, intitolato Emerson, Lake & Powell, venne pubblicato nel maggio 1986, ottenendo tuttavia riscontri commerciali inferiori alle aspettative. Analoga sorte toccò a un progetto del 1988 chiamato semplicemente "3" e formato da Emerson e Palmer col cantante e polistrumentista statunitense Robert Berry al posto di Lake: anche questa collaborazione fruttò un solo LP, dal titolo: To the Power of Three. Entrambe le formazioni ebbero comunque modo di tenere concerti in Nordamerica, rispettivamente nel 1986 e nel 1988, eseguendo anche brani del repertorio di Emerson, Lake & Palmer.

### La reunion degli anni novanta

#### Black Moon

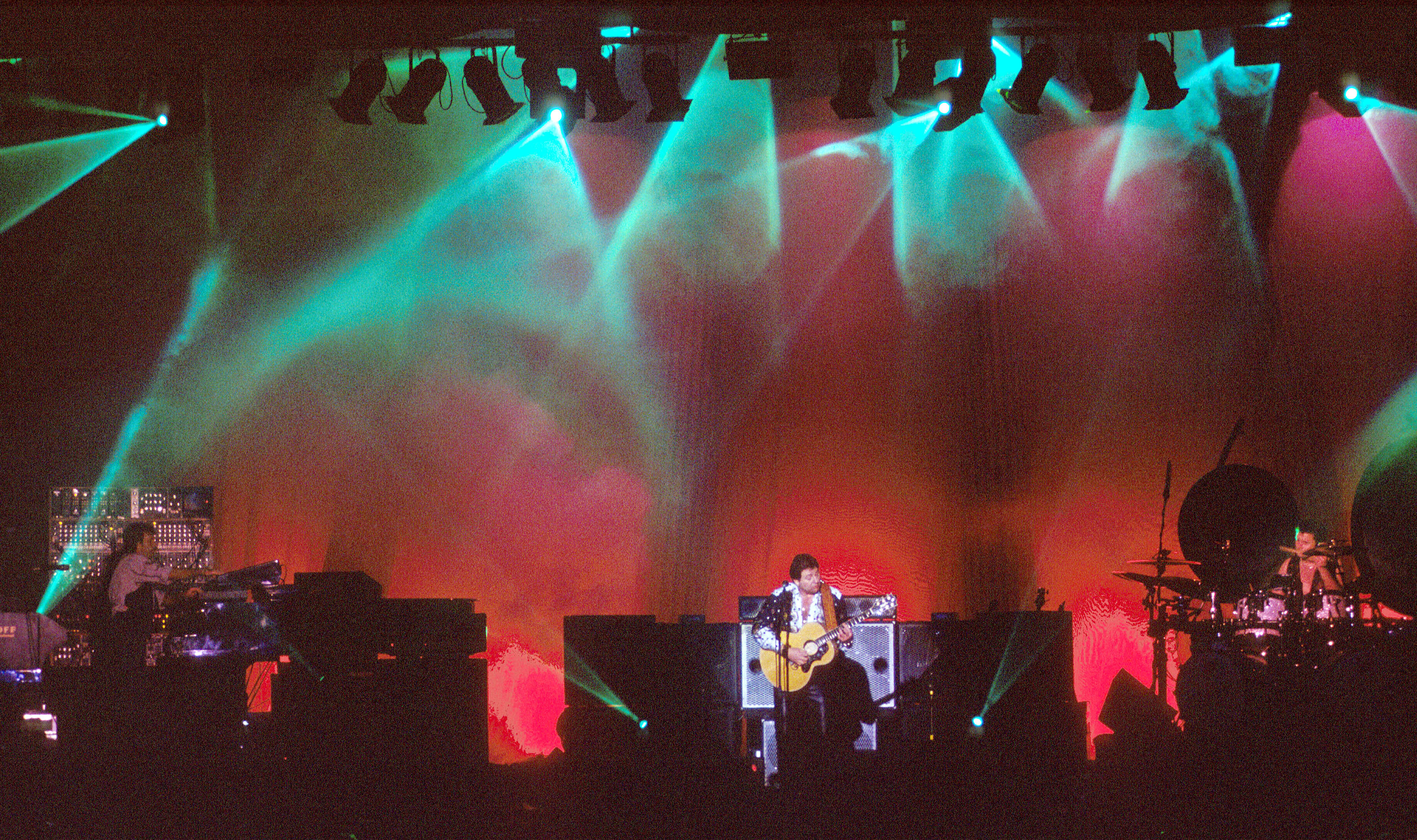
ELP in concerto nel 1992

Nel 1991 i membri del gruppo furono contattati da Phil Carson, ex vicepresidente della Atlantic Records, da poco divenuto capo della Victor Entertainment: la proposta iniziale riguardava la composizione di musiche per film. Emerson accettò l'offerta a condizione che nessuno dei tre dovesse occuparsi della produzione artistica, al fine di evitare contrasti interni. Successivamente, il gruppo firmò per la Victor e il progetto virò sulla realizzazione, dopo tredici anni, di un nuovo album di Emerson, Lake & Palmer. Il 27 giugno 1992 il trio pubblicò Black Moon, prodotto da Mark Mancina. Al disco seguì una serie di tournée tra il 1992 e il 1993 e un CD dal vivo intitolato Live at the Royal Albert Hall (1993).

#### In the Hot Seat
Nel 1994 obblighi contrattuali verso la casa discografica costrinsero il gruppo a rientrare in studio malgrado problemi di salute sia di Palmer, in quel periodo affetto da sindrome del tunnel carpale, sia di Emerson, cui proprio allora venne diagnosticata una distonia focale a causa della quale egli poteva muovere solo tre dita della mano destra: da poco operato al nervo ulnare con una prognosi incompatibile con la scadenza fissata per l'uscita del disco, il tastierista poté completarne la registrazione solo eseguendo quasi tutte le sue parti con la mano sinistra, sfruttando le tecniche di sovraincisione. I tre inoltre, essendo a corto di materiale, ricorsero all'aiuto di cinque autori esterni, tra cui il produttore Keith Olsen, i quali firmarono o cofirmarono gran parte dei brani inediti. L'ultimo album in studio del trio, In the Hot Seat, fu pubblicato il 27 settembre 1994 e fu il meno venduto dell'intera loro carriera. Per le suddette ragioni, Palmer in seguito lo definì: «Un disastro totale». Il trio fu impegnato in altre tournée nel 1996, 1997 e 1998, dopodiché si sciolse nuovamente. Da un concerto al Festival Jazz di Montreux venne tratto il DVD Live at Montreux 1997.

### Dal 2000 alla morte di Emerson e Lake
I tre si dedicarono alle loro rispettive carriere soliste per gran parte del decennio 2000–2010. Voci sempre più insistenti circolate tra il 2008 e il 2009 davano per probabile la loro riunione, ma l'unica conferma giunse nel momento in cui i piani saltarono: il 5 maggio 2009 Emerson annunciò infatti dal suo sito Internet la cancellazione per motivi di salute dell'imminente tour della Keith Emerson Band nonché di quello di Emerson, Lake & Palmer previsto per la fine dello stesso anno, con ciò confermando che quest'ultimo progetto era in programma.
Fra aprile e maggio del 2010, Emerson e Lake tennero una serie di concerti come duo, negli Stati Uniti. Il tour, dal titolo An Intimate Evening with Keith Emerson and Greg Lake, avrebbe dovuto proseguire nella seconda metà dell'anno in Europa e Giappone, ma tali date furono in seguito cancellate a causa dei prolungati tempi di recupero di un nuovo intervento chirurgico per Emerson. Da quei concerti in seguito venne tratto l'album dal vivo Live from Manticore Hall, pubblicato nel luglio 2014.
Il trio infine si riunì per un unico concerto a quasi quarant'anni esatti dal debutto, il 25 luglio 2010, suonando di fronte a ventimila persone alla prima edizione dell'High Voltage Festival svoltasi al Victoria Park di Londra. L'esibizione, della durata di circa un'ora e mezza, venne integralmente registrata e filmata. Subito dopo, Palmer declinò via email l'offerta di un ulteriore tournée con Emerson e Lake, poiché insoddisfatto del livello raggiunto dal gruppo dopo tre settimane di prove; il batterista riferì che la sua decisione aveva incontrato il sostanziale favore di Emerson, ma non quello di Lake. Gli anni seguenti non videro ulteriori collaborazioni fra nessuno dei tre e l'apparizione al Victoria Park divenne la loro ultima in assoluto come trio. Il 5 ottobre 2010 l'etichetta discografica Victor pubblicò l'intero concerto in un doppio CD intitolato High Voltage Festival e nel 2011 il video integrale dell'esibizione uscì in DVD e Blu-ray col titolo: 40th Anniversary Reunion Concert.
Nella notte tra il 10 e l'11 marzo 2016 Keith Emerson si suicidò a Santa Monica; il giorno dopo, Carl Palmer manifestò l'intenzione di raccogliere l'eredità artistica di ELP e in aprile dedicò ufficialmente alla memoria di Emerson il tour nordamericano del suo gruppo Carl Palmer's ELP Legacy includendovi un evento speciale dal titolo: Pictures at an Exhibition – A Tribute to Keith Emerson, che si tenne all'Olympia Theater di Miami il 24 giugno 2016.
Greg Lake morì nove mesi dopo Emerson, il 7 dicembre 2016, a Londra a causa di un tumore del pancreas diagnosticatogli due anni prima.

## Stile musicale
Come altre formazioni nate a cavallo fra gli anni sessanta e gli anni settanta, il gruppo si inquadra nel genere rock progressivo. Il trio in particolare ereditò dai disciolti The Nice la contaminazione fra rock, jazz e musica classica, esaltata sia dal virtuosismo di Emerson al pianoforte, all'organo Hammond e al sintetizzatore Moog (del cui uso dal vivo è riconosciuto fra i pionieri assoluti) sia dalla solida tecnica di Lake e Palmer, già dimostrata nei rispettivi gruppi di provenienza.
Keith Emerson interruppe gli studi pianistici dopo pochi anni e si formò prevalentemente come autodidatta, eppure il suo bagaglio musicale gli permise di recuperare brani di musica classica, o di attingervi come ispirazione, e reinterpretarli in chiave rock come aveva già incominciato a fare in The Nice: con Lake e Palmer il tastierista riprese opere di Béla Bartók, Janacek, Aaron Copland e Mussorgskij, si ispirò a Ravel per la struttura di Abaddon's Bolero, e citò Bach in un paio di occasioni. Nel 1977 Emerson chiuse il cerchio includendo la sua prima composizione sinfonica, il Piano Concerto N° 1 per pianoforte e orchestra, nella facciata a lui riservata sul doppio album Works Volume 1. Anche negli album del trio successivi al 1977 trovarono puntualmente posto trascrizioni o citazioni di Rodrigo, Chopin e Prokov'ev. La musica classica non è l'unica influenza che il tastierista introdusse nel gruppo: anche grazie a lui, il repertorio comprende frequenti spunti derivati dal jazz (si pensi ad esempio a Take a Pebble o a Karn Evil 9, 2nd Impression) dal blues e dal ragtime (quest'ultimo spesso associato all'uso del piano honky tonk) nonché dalla musica leggera strumentale dei primi anni sessanta, come il brano rock and roll Nutrocker di Kim Fowley contenuto in Pictures at an Exhibition e ispirato alla marcia de Lo Schiaccianoci di Čajkovskij.
Greg Lake, oltre all'attitudine sperimentale assorbita nei King Crimson, portò nel trio un retroterra misto di rock, pop e folk (influenzato, fra gli altri, da Bob Dylan, dai Beatles e da Elvis Presley) che ne fece autore di melodie semplici ed efficaci, che spesso contribuirono a mitigare all'ascolto la complessità e l'audacia delle composizioni di Emerson. Quest'ultimo ebbe modo di ricordare come, nel suo secondo incontro con Lake all'inizio del 1970 in cui i due condivisero i rispettivi gusti musicali, egli fosse rimasto particolarmente colpito dalla varietà della discoteca del bassista cantante, la quale spaziava dal rock al jazz e alla musica classica. Fu proprio a casa di Lake che Emerson ascoltò per la prima volta Fanfare for the Common Man di Aaron Copland, che il trio avrebbe reinterpretato anni dopo. Lake si accostò al basso elettrico solo nel 1969, con i King Crimson, sebbene fosse nato musicalmente come chitarrista: il suo insegnante di chitarra a Bournemouth nel 1960 era Don Strike – lo stesso di Robert Fripp – la cui didattica includeva fra l'altro gli ostici studi di Paganini.
Carl Palmer fu influenzato soprattutto da batteristi jazz come Buddy Rich e Gene Krupa, il che rese il suo stile più orientato a un uso "contrappuntistico" della batteria che alla pulsazione costante tipica del rock, di quest'ultimo mantenendo tuttavia l'impeto esecutivo. Ciò gli permise fin dagli inizi di caratterizzare non poco il sound del trio, malgrado sul piano compositivo egli fosse meno prolifico dei suoi due colleghi. Nel 1973, poco prima di registrare con il trio l'album Brain Salad Surgery, Palmer prese lezioni dal percussionista James Blades presso la Guildhall School of Music and Drama, arricchendo così la sua nozione delle percussioni anche dal lato classico (timpani, vibrafono, campane tubolari, hammered dulcimer, ecc.), con risultati riscontrabili soprattutto nella sezione centrale del brano Toccata e in alcuni suoi lavori contenuti in Works Volume 1 e Works Volume 2, fra cui l'invenzione a due voci in Re maggiore per clavicembalo BWV 775 di Bach, trascritta per vibrafono e marimba e incisa assieme allo stesso Blades.

## Formazione
- Keith Emerson – pianoforte, tastiere
- Greg Lake – basso, chitarre, voce
- Carl Palmer – batteria, percussioni

## Discografia
- 1970 – Emerson, Lake & Palmer
- 1971 – Tarkus
- 1971 – Pictures at an Exhibition
- 1972 – Trilogy
- 1973 – Brain Salad Surgery
- 1977 – Works Volume 1
- 1977 – Works Volume 2
- 1978 – Love Beach
- 1992 – Black Moon
- 1994 – In the Hot Seat

## Videografia
- The Birth of a Band
- Live at Montreux 1997
- Live at the Royal Albert Hall
- Masters from the Vault
- Pictures at an Exhibition
- Beyond the Beginning